# فينك بيتشل
فينسنت آلان بيتشل (بالإنجليزية: Vincent Alan Pichel؛ مواليد 23 نوفمبر 1982) هو مُقاتل فنون قتالية مختلطة أمريكي.

## وصلات خارجية
لا توجد روابط لمواقع التواصل الاجتماعي.

- فينك بيتشل على موقع يو إف سي (الإنجليزية)
- فينك بيتشل على موقع شيردوغ (الإنجليزية)
- فينك بيتشل على موقع Tapology.com (الإنجليزية)
- فينك بيتشل على موقع IMDb (الإنجليزية)
- فينك بيتشل على موقع قاعدة بيانات الفيلم (الإنجليزية)